# Distretto di Mayéyé
Mayéyé è un distretto della Repubblica del Congo, che fa parte del dipartimento di Lékoumou. È composto dal centro abitato omonimo e dall'area rurale circostante.